# 武藤雄一
武藤 雄一 （むとう ゆういち、1968年8月11日 - ）は、日本のコピーライター。神奈川県横浜市出身。

## 解説
JAL「人の翼になる仕事」、チオビタドリンク「勝ちに行け」、東京ガス「マサにガスだね」、キシリッシュ「全ての息へ」。明治「THE CHOCOLATE」などのネーミングをはじめ、近年では国立がん研究センター「未来プロジェクト」のブランディングや、原宿キャットストリートで行われた「Wedding March-まちを、もっと幸せにしよう。」展、日本中から夢を集めた「April Dream」などのクリエイティブディレクション、実施など、企業の社会活動を手掛けている。また、文章とアート・デザインを組み合わせた、新たな書籍の執筆、出版を行っている。これまでに、東京コピーライターズクラブ新人賞・審査委員長賞。広告電通賞、ACC賞、ニューヨークADC金・銀賞などを受賞。

## 主な受賞歴
- 1998年　東京コピーライターズクラブ　新人賞
- 2010年　ニューヨークADC賞　銀賞
- 2010年　日経広告賞　部門賞
- 2010年　ブルノ・ビエンナーレ　コーポレ−トアイデンティティ部門　金賞
- 2010年　ロンドン　インターナショナル アワード(LIA)　カレンダー部門　金賞
- 2010年　ロンドン　インターナショナル アワード(LIA)　C ・I部門　金賞
- 2011年　広告電通賞　新聞部門準グランプリ
- 2011年　日本雑誌広告賞　銀賞
- 2012年　ニューヨークADC賞　金賞
- 2012年　広告電通賞　入賞
- 2014年　APA／日本広告写真家協会　広告部門準グランプリ
- 2015年　ロンドン　インターナショナル アワード(LIA)カレンダー部門　銀賞
- 2016年　雑誌広告賞　銀賞
- 2017年　東京コピーライターズクラブ　審査委員長賞
- 2020年　ACC賞ファイナリスト
- 2023年　広告電通賞　銀賞

## 主な広告作品・プロジェクト
- 資生堂　美白スキンケア　ホワイテス
- サントリーウエルネス　「ロコモア」CM
- テレビ東京　一部上場広告「テレビを消しても消えないものを作りたい」
- 東京ガス「まさにガスだね。」
- 伊勢神宮 20年に一度の式年遷宮キャンペーン
- 靴下屋TABIO 広告・店舗・WEBブランディング
- 講談社 正月元旦広告・新商品創刊キャンペーン
- JAL パイロット募集広告・北海道キャンペーン
- SMEJ「S.E.N.S.」アルバムプランニング（日本ゴールドディスク大賞受賞）
- ホテルオークラ 文芸春秋年間企業広告（2004年1月〜）
- 東洋水産 「smile for all」キャンペーン
- YAMAHA 企業広告・グローバルキャンペーン「その思い出には、音がある。」
- リコー 企業広告「私の存在より、GXRの存在のほうが大きい。それでいい。」
- エスビー食品
  - ハーブティ専門ブランド「ソレイラ」店舗・ブランディング
  - シュガー&シーズニングミックス「おひさまキッチン」トータルブランディング
  - 赤缶カレーブランディング
- ハウスウエディング「T&G」コンセプトブック
- 明治
  - THE CHOCOLATE（ネーミング）・トロット（ネーミング）・カール40周年キャンペーン
  - キシリッシュ・メルティキッス　ブランドコピー
- 三井不動産　広島都市開発「hitoto」（街のネーミング）ブランディング
- 国立がん研究センター「未来プロジェクト」ブランディング[2]
- 「Wedding March-まちを、もっと幸せにしよう。」展プランニング[3]
- 「April Dream」プランニング[4]
- 「やがて、みんな幽霊」アートブック出版・展示会開催[5]